# Langenselbold (stacja kolejowa)
Langenselbold (niem: Bahnhof Langenselbold) – stacja kolejowa w Langenselbold, w kraju związkowym Hesja, w Niemczech. Znajduje się na linii Kinzigtalbahn (Hanau - Fulda).
Według klasyfikacji Deutsche Bahn posiada kategorię 4.

## Historia
Stacja została wybudowana na Frankfurt-Bebraer Eisenbahn, której obecny odcinek nazywa się Kinzigtalbahn. Z rozpoczęciem działalności odcinka Hanau Ost–Wächtersbach, 1 maja 1867 stacja została oddana do użytku.

## Linie kolejowe
- Kinzigtalbahn
- Gelnhausen – Langenselbold - nieczynna i rozebrana